# Methylnitriet
Methylnitriet is de kleinste alkylnitriet-ester; het is de methylester van salpeterigzuur. Bij standaardomstandigheden is het een gas.

## Synthese
Alkylnitrieten worden gevormd in de reactie van stikstofmonoxide met een alkylalcohol - in dit geval methanol - in aanwezigheid van zuurstof:
{\displaystyle \mathrm {NO\ +\ ROH+\ 1/2\ O_{2}\ \longrightarrow RONO\ +\ 1/2\ H_{2}O} }
Methylnitriet kan ook gevormd worden door de reactie van zilvernitriet (AgNO2) met methyljodide. In de reactie wordt naast methylnitriet ook nitromethaan gevormd:

Methylnitriet wordt ook in sigarettenrook aangetroffen.

## Toepassing
Methylnitriet wordt gebruikt voor de synthese van andere verbindingen.
- De reactie van CO met methylnitriet produceert dimethylcarbonaat:[2]

{\displaystyle \mathrm {2\ CH_{3}ONO\ +\ CO\ \longrightarrow (CH_{3}O)_{2}CO\ +\ 2\ NO} }

Dit proces werd ontwikkeld door het Japanse bedrijf Ube Industries. De reactie gaat door in de gasfase bij 110 à 150 °C en 0,1 à 2 MPa op een heterogene katalysator van palladium op actieve kool. Dimethylcarbonaat wordt uit het reactiemengsel geabsorbeerd door dimethyloxalaat. In een tweede reactor kan dan met het stikstofmonoxide en methanol, zonder katalysator, opnieuw methylnitriet gevormd worden zoals hierboven vermeld:
{\displaystyle \mathrm {CH_{3}OH\ +\ NO\ +\ 1/2\ O_{2}\ \longrightarrow CH_{3}ONO\ +\ 1/2\ H_{2}O} }
- De reactie van koolstofmonoxide met een equimolaire hoeveelheid methylnitriet over een palladiumkatalysator levert dimethyloxalaat:[4]

{\displaystyle \mathrm {2\ CH_{3}ONO\ +\ 2\ CO\ \longrightarrow CH_{3}OC(O)C(O)OCH_{3}\ +\ 2\ NO} }
Dimethyloxalaat wordt onder meer gebruikt als solvent (met name in het genoemde Ube-proces voor dimethylcarbonaat), voor de productie van ethaandiamide alias oxalamide dat wordt gebruikt in kunstmest), en in de farmaceutische nijverheid. Het is ook een alternatieve bron voor ethyleenglycol dat gevormd wordt door hydrogenering van dimethyloxalaat.

## Eigenschappen[5]
Methylnitriet is matig toxisch bij inademing. In hoge concentraties werkt het als een drug (alkylnitrieten vormen het actieve bestanddeel van poppers).
Wanneer het blootgesteld wordt aan hitte of vlammen kan het exploderen. Het is een krachtiger explosief dan ethylnitriet. Als het verhit wordt tot ontbinding komen er toxische dampen vrij van stikstofoxiden.